# Laelia rotunda
Laelia rotunda är en fjärilsart som beskrevs av Moore 1923. Laelia rotunda ingår i släktet Laelia och familjen tofsspinnare. Inga underarter finns listade i Catalogue of Life.